# Dalbergieae
Dalbergieae es una tribu de plantas con flores perteneciente a la subfamilia Faboideae dentro de la familia Fabaceae.

## Géneros
APWebsite:
Incluye los géneros:
- Adesmia, Aeschynomene, Amicia, Andira, Arachis, Brya, Bryaspis, Cascaronia, Centrolobium, Chaetocalyx, Chapmannia, Cranocarpus, Cyclocarpa, Dalbergia, Diphysa, Discolobium, Etaballia, Fiebrigiella, Fissicalyx, Geissaspis, Geoffroea, Grazielodendron, Humularia, Hymenolobium, Inocarpus, Kotschya, Machaerium, Maraniona, Nissolia, Ormocarpopsis, Ormocarpum, Paramachaerium, Pictetia, Platymiscium, Platypodium, Poiretia, Pterocarpus, Ramorinoa, Riedeliella, Smithia, Soemmeringia, Stylosanthes, Tipuana, Vatairea, Vataireopsis, Weberbauerella, Zornia